# つぶや句575
つぶや句575（つぶやく・ご・しち・ご）は、NHKラジオ第1で全国放送されていたインターネットを使った俳句番組である。制作は松山放送局が担当する。

## 概要
NHKラジオ第1では、2007年度から最終水曜に沖縄放送局制作の『沖縄熱中倶楽部』を放送し、これが成功を収めたため、翌年度から東京・大阪以外の拠点局が制作する番組をローテーションで放送するようになった。
- 札幌：『もぎたて!北海道』（2008年度は第1火曜、2009年度以降は第1水曜）
- 仙台：『ぬくだまりの宿 みちのく亭』（2008年度は第2火曜、2009年度以降は第2水曜）
- 名古屋：『ゆきねえの名古屋なごやか喫茶』（2009年度開始、第3水曜）
- 福岡：『博多屋台 こまっちゃん』（2009年度開始、第4水曜）

2009年度は5番組を順繰りで放送したため札幌→仙台→名古屋→福岡→沖縄の5週ローテーションであったが、2010年度に『沖縄熱中倶楽部』が最終土曜日に移動した。上記のように固定されたものの、暦の関係で時々発生する第5週の扱いが問題となった。2010年度は上記4番組のアンコールに充てたが、拠点局でこの枠に参加しなかった中四国のうち松山局が名乗りを挙げ、得意とする俳句で番組を作ることとした。
愛媛県は俳句の盛んな地域であり、松山局ではこれまでも『俳句王国』を制作するなど力を入れたが、BS再編でEテレに移行し、放送枠が半分以上減らされたことも制作の動機となった。この番組ではインターネット上の番組サイトと、番組公式のツイッターを使い、毎回ある御題に沿ってつぶやくような感覚の俳句を作ってもらい、レギュラーメンバーが作品を厳選して紹介する。その中から毎回1 - 2点の作品をその回の最優秀「キング・オブ・つぶやきスト」として表彰する。
2018年3月21日の放送をもって最終回となった。

## 出演
- つぶやきシロー（タレント、選者）
- 佐藤文香（俳人、選者）
- 小西政親（松山局アナウンサー、2016年度 - 2017年度進行）
- ゲスト（若干名）

過去
- 中倉隆道（当時松山局アナウンサー、2011年度進行・プロデューサー[2]）
- 沢田石和樹（同上、2012年度 - 2013年度進行）
- 田中寛人（同上、2014年度 - 2015年度進行）

## 放送日
ラジオ第1
不定期放送
補足
- パイロット版として2011年3月7日に放送された。本格放送は同年3月30日からである。
- また同年9月23日には金曜日だったが、祝日特集「秋の夜長はつぶや句575なう。」として放送された（19:20 - 21:30）。
- 2011年11月30日・2013年1月30日放送分は21:05 - 21:55に時間を拡大して放送された。
- 2012年最初は1月3日の正月特番として19:20-21:30に放送された。
- 2012年度（2013年3月まで）は第5水曜 21:30 - 21:55を基本として放送したが、2013年度からは不定期特番となり、主に祝日を中心に随時18・19・20時台のうちで2時間程度放送される。